# Krankenhaus der Israelitischen Gemeinde
Das Krankenhaus der Israelitischen Gemeinde diente der medizinischen Versorgung der jüdischen Bevölkerung in Frankfurt am Main und befand sich in der Gagernstraße 36 im Stadtteil Bornheim.

## Geschichte

### Vorgängerbauten
Die Unterstützung der Armen und Hilfslosen galt Juden von altersher als hochheilige Pflicht. Daher schenken Juden der Pflege von Kranken schon in frühesten Zeiten besondere Beachtung. Die erste urkundliche Erwähnung eines jüdischen Arztes in Frankfurt stammt aus dem Jahr 1345. Das erste Spital wurde 1462 in der Frankfurter Judengasse neben dem Judenkirchhof erbaut. Durch die Brandkatastrophe in der Judengasse am 14. Januar 1711 wurde auch das jüdische Spital zerstört. Der Wiederaufbau eines Hospitals im Völckerschen Bleichgarten (am Jüdischen Friedhof in der heutigen Battonnstraße) fand erst 1718 seinen Abschluss. Es entstanden im Rahmen dieser Baumaßnahmen die bis zum Zweiten Weltkrieg existierenden „sechs Häuschen“. Infolge des Bombardements der Judengasse durch französische Revolutionstruppen am 12./13. Juli 1796 geriet der Nordteil des jüdischen Ghettos in Brand. Etwa 30 Prozent der Häuser der Judengasse wurden vollkommen zerstört. Zwischen dem alten Spital und dem auf dem Friedhof befindlichen Totenhaus wurde 1796 ein neues Gebäude errichtet, das als Fremdenspital genutzt wurde. Aufgrund der baulichen Mängel kam 1857 der Gedanke eines Spitalneubaus auf. Aber erst 1871 erwarb der Vorstand der Israelitischen Gemeinde Grundstücke mit 4375 Quadratmetern Gesamtfläche in der Nähe der Pfingstweide (heute Königswarterstraße). Die Familie des jüdischen Bankiers Isaac Löw Königswarter (1818–1877) schenkte der Israelitischen Gemeinde 215.000 Gulden, sodass der Bau des „Königswarter Hospitals“ im März 1873 beginnen konnte. Am 27. Juni 1875 erfolgte die Einweihung des ersten modernen Hospitals der Israelitischen Gemeinde Frankfurts. Das „Königswarter Hospital“ hatte eine bebaute Grundfläche von 780 Quadratmetern. Das Kellergeschoss umfasste die Waschküche, Vorrats- und Wirtschaftsräume sowie die Totenkammer. Im Erdgeschoss, im ersten Obergeschoss und im Mansardengeschoss standen insgesamt 80 Krankenbetten zur Verfügung. Erst im Jahr 1887 wurde ein besonderes Operationszimmer eingerichtet. 1897 wurde die Hospitalküche durch einen Anbau erheblich erweitert. Die Einrichtung einer Poliklinik machte 1899 einen weiteren Anbau erforderlich. 1902 erfolgte der Neubau eines Operationssaales. Da der Polizeipräsident die Errichtung von Tageräumen (d. h. Aufenthaltsräume für Patienten) verlangte, ein weiterer Anbau aber die bestehenden ungünstigen hygienischen Verhältnisse noch verschlechtert hätte, fiel die Entscheidung für einen Hospitalneubau an anderer Stelle in Bornheim.

### Planung und Bau
Eine Baukommission erarbeitete ein Bauprogramm für ein neues Hospital mit 150 Krankenbetten. Als Baugelände wurden Flurstücke an der Bornheimer Landwehr und an der Gagernstraße ins Auge gefasst, für die allerdings Enteignungsverfahren eingeleitet werden mussten. Die Baukommission entschied sich zum einen für einen Krankenhausbau im Korridorsystem mit seitlichen Flügeln, bei dem die Verbindung der einzelnen Räume untereinander durch lange Flure erfolgt. Zum anderen fiel die Entscheidung für die Durchführung eines Architekturwettbewerbs. Im November 1909 entschied sich das Preisgericht einstimmig für den Entwurf des Architekten Franz Roeckle. Im März 1910 erging der Entschädigungsfeststellungsbeschluss des Bezirksausschusses Wiesbaden für die enteigneten Flurstücke. Im November 1910 wurde eine Spendenkommission gegründet, die Spenden in Höhe von etwa 1.400.000 Mark sammelte. Im Februar 1911 erhielt Architekt Roeckle den Auftrag zur Ausarbeitung des definitiven Entwurfs sowie eines Kostenvoranschlags. Roeckle wurde jedoch zur Auflage gemacht, einen im Krankenhausbau bereits erfahrenen Fachmann hinzuzuziehen. Roeckle schlug Friedrich Voggenberger vor, der von der Baukommission und der Gemeindeverwaltung akzeptiert wurde. Von Mitte 1911 bis Mai 1914 erfolgten die Bauarbeiten. Die Einweihung des neuen Krankenhauses⊙, das das frühere Hospital an der Königswarterstraße ersetzte, fand am 17. Mai 1914 statt.

### Gebäudebeschreibungen

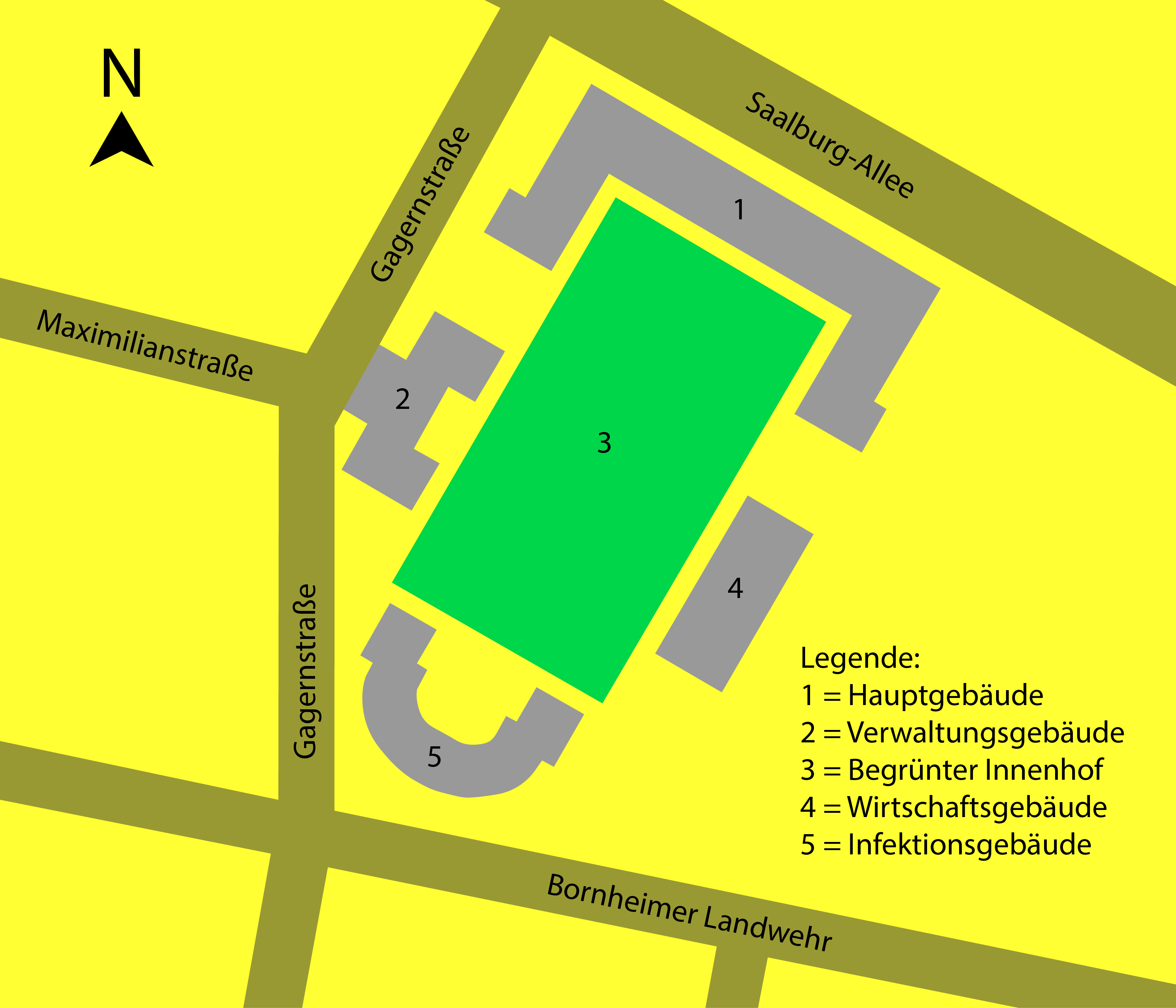
Lageplan des Krankenhauses der Israelitischen Gemeinde Frankfurt am Main

Bei seiner Eröffnung galt das Krankenhaus der Israelitischen Gemeinde als das modernste Krankenhaus in Frankfurt am Main. Die vier Krankenhausgebäude (Hauptgebäude, Verwaltungsgebäude, Wirtschaftsgebäude, Infektionsgebäude) waren um einen großen begrünten Binnenhof gruppiert. Das auf der Nordseite des Grundstücks gelegene Hauptgebäude war viergeschossig. Im Untergeschoss waren ein chemisches, ein bakteriologisches und ein mikroskopisches Labor eingerichtet worden. Im Erdgeschoss befanden sich die Chirurgische Abteilung und die Gynäkologische Abteilung. Der Männersaal der Chirurgischen Abteilung wurde durch die Georg und Franziska Speyer’sche Stiftung finanziert. Großzügige Tageräume und Loggien ermöglichten den Patienten einen Aufenthalt außerhalb der Krankenzimmer. Die Operationsräume lagen an zentraler Stelle im Erdgeschoss und waren nach den strengsten Regeln der Asepsis erbaut worden. Im Mittelgeschoss waren die Innere Abteilung und die Röntgen-Abteilung zu finden. Das Röntgenzimmer war zum Zeitpunkt der Krankenhauseröffnung mit den damals modernsten Apparaten ausgestattet worden. Im Obergeschoss befanden sich die Behandlungs- und Krankenzimmer der Privatpatienten. Der Hauptzugang zum Krankenhaus erfolgte von der Gagernstraße aus durch die Durchfahrt des westlich gelegenen Verwaltungsgebäudes. Im rechten Flügel des Verwaltungsgebäudes befanden sich die Verwaltungsräume sowie die Untersuchungszimmer für die neu aufgenommenen Kranken. Der linke Flügel des Verwaltungsgebäudes wurde für die Behandlung poliklinischer Patienten genutzt.
In dem auf der Ostseite des Grundstücks gelegenen Wirtschaftsgebäude waren in der einen Erdgeschosshälfte die Küchenräume und in der anderen Erdgeschosshälfte die Wäschereiräume untergebracht. Auf der Südseite des Grundstücks war das Infektionsgebäude errichtet worden. Es enthielt in vier Abteilungen 30 Betten. Im Erdgeschoss befand sich eine für Infektionsräume geforderte Schleusenanlage.
Im Jahr 1893 hatten Frankfurter Pflegerinnen den ersten Berufsverband zur Ausbildung jüdischer Krankenschwestern in Deutschland gegründet. Der „Verein für jüdische Krankenpflegerinnen zu Frankfurt am Main“ ließ in direkter Nachbarschaft zum Krankenhausgelände, östlich des Infektionsgebäudes auf dem Grundstück Bornheimer Landwehr 85, ein Schwesternhaus errichten. Dieses Gebäude wurde am 10. Mai 1914 feierlich eingeweiht.

### Krankenhausbetrieb von 1914 bis 1937
Zur Eröffnung des Krankenhauses 1914 hatte der Chefarzt der Inneren Abteilung, Alfred Günzburg (* 27. März 1861 in Offenbach; emigriert 1935; ✡ 6. November 1945 in Ramoth Hashavim bei Tel Aviv) auch die Krankenhausleitung inne. Während des Ersten Weltkriegs diente das Krankenhaus vorwiegend als Lazarett. Zu Kriegsbeginn hatte die Israelitische Gemeinde 150 der insgesamt 200 Krankenhausbetten dem Deutschen Roten Kreuz zur Verfügung gestellt. Nahezu alle schweren chirurgischen Fälle des Reserve-Lazaretts III wurden der Chirurgischen Abteilung des Krankenhauses zur Operation und Pflege überwiesen. Deutsche Soldaten, die an Infektionskrankheiten (Typhus, Paratyphus, Scharlach, Ruhr, Diphtherie) litten, wurden im Infektionsgebäude behandelt. In den letzten Kriegsmonaten stand die Krankenhausbelegschaft vor großen Herausforderungen, da nach Auftreten der Spanischen Grippe zeitweise die Hälfte der Krankenschwestern selbst erkrankte.
Während der Hyperinflationsphase musste ein Teil des Krankenhauses in Appartements umgewandelt werden, um Mieteinnahmen erzielen zu können. Ab Oktober 1925 stand der Internist und Diabetesforscher Simon Isaac dem Krankenhaus als Direktor vor. Er ließ das Krankenhaus mit dem Ziel renovieren, dass es wieder das „schönste und am besten ausgestattete der Stadt“ sein sollte. Durch diese Maßnahme stieg die Anzahl der nicht-jüdischen Patienten stark an. Isaac führte das auf „die exzellenten medizinischen Fähigkeiten, die individuelle Aufmerksamkeit in der Pflege und die hohe Essensqualität zurück“. Die Erweiterung um eine Urologische Abteilung machte das Krankenhaus der israelitischen Gemeinde im Jahr 1929 zu einem der besteingerichteten Krankenhäuser in Frankfurt am Main.
Nach der Machtübernahme der Nationalsozialisten am 30. Januar 1933 stieg aufgrund der judenfeindlichen Ausgrenzungsmaßnahmen die Belegung des jüdischen Krankenhauses an, weil die „arischen Kliniken“ nicht nur die Aufnahme jüdischer Kranker verweigerten, sondern auch die bestehenden Verträge mit jüdischen Ärzten kündigten, so dass diese ihre Patienten nur noch in jüdischen Pflegeeinrichtungen behandeln konnten.
Im Jahr 1934 waren die nachfolgend genannten Mediziner als Chefärzte des Krankenhauses der Israelitischen Gemeinde tätig:
- Leitender Arzt des Krankenhauses und Chefarzt der Inneren Abteilung: Simon Isaac (* 3. Juli 1881 in Köln; emigriert 1939; ✡ 20. Februar 1942 in London)[15]
- Chefarzt der Chirurgischen Abteilung: Emil Altschüler (* 21. September 1879 in Speyer; emigriert 1935; ✡ 9. September 1942 in Haifa, Palästina)
- Chefarzt der Gynäkologischen Abteilung: Franz Cohn (* 14. Juli 1880 in Breslau; emigriert 1938; ✡ 20. Oktober 1952 in Luzern, Schweiz)[16]
- Chefarzt der Röntgen-Abteilung: Albert Oppenheimer (* 2. April 1900 in Würzburg; emigriert 1935; nach einer Tätigkeit als Associate Professor an der Amerikanischen Universität Beirut[17] 1937 Immigration in die USA; ✡ August 1979 in den Vereinigten Staaten)
- Chefarzt der Urologischen Abteilung: Rudolf Oppenheimer (* 3. März 1880 in Würzburg; emigriert 1936 von Le Havre aus in die USA)
- Chefarzt der Augenklinik: Isaac Horovitz (* 6. Februar 1887 in Frankfurt am Main; emigriert 1939; ✡ 1. September 1967 in Basel, Schweiz)[18]
- Chefarzt der Hals-, Nasen- und Ohrenklinik: Max Maier (* 17. November 1884 in Fischach; emigriert 1941; ✡ 11. Mai 1966 in New York City)[19]

Die Chefärzte waren ausgewiesene Experten in ihren jeweiligen Fachgebieten und veröffentlichten zahlreiche Fachartikel in medizinischen Fachzeitschriften. Durch die im Jahr 1935 einsetzende Emigration der bisherigen Chefärzte entstanden unweigerlich Probleme bei der medizinischen Versorgung der Patienten, auch wenn sich die Krankenhausverwaltung bemühte, Ersatz für die emigrierten Mediziner zu finden.

### Krankenhausbetrieb von 1938 bis 1943
Nach den Novemberpogromen 1938 wurden frei praktizierende jüdische Ärzte verhaftet, kaum jedoch die Ärzte des Krankenhauses der Israelitischen Gemeinde. Trotzdem nahm sich der Leiter der Gynäkologischen Abteilung und amtierender Direktor des Krankenhauses, Bernhard Rosenthal (* 8. August 1881 in Wetzlar), aus Angst vor einer Verhaftung am 10. November 1938 durch Einnahme von Gift das Leben. Trotz der widrigen Umstände konnte das Krankenhaus bis Ende 1938 den jüdischen Riten entsprechend geführt werden. Als Folge der antisemitischen Beschlüsse des NS-Regimes musste die bis dahin rituell geführte Hauptküche geteilt und auf fleischlose Kost umgestellt werden, da wegen der Schließung der Zentrale für Schächtwesen kein koscheres Fleisch mehr zur Verfügung stand.
Auf Anordnung des NS-Regimes erfolgte eine Zwangsvereinigung der größeren Israelitischen Gemeinde und der kleineren Israelitischen Religionsgesellschaft zur Jüdischen Gemeinde Frankfurt. Diese musste durch den „Ersten Judenvertrag“ vom 1. April 1939 die Grundstücke der Synagogen, ihre Schulen und die meisten jüdischen Friedhöfe an die Stadt Frankfurt verkaufen. Auch das von der Israelitischen Gemeinde erbaute  Krankenhaus ging für 900.000 Reichsmark in den Besitz der Stadt Frankfurt über, konnte aber von der Jüdischen Gemeinde für die Dauer von drei Jahren gemietet werden. "Im Sommer 1942 wurden auf Betreiben des Stadtgesundheitsamts Patienten, Schwestern, Pfleger, Ärzte und das Hauspersonal in das Konzentrationslager Theresienstadt deportiert. Anschließend übernahm das Hospital zum Heiligen Geist die Einrichtung und gestaltete sie in eine Kinderklinik mit 127 Betten um."
Durch einen Luftangriff der Royal Air Force auf Frankfurt a. M. am 4. Oktober 1943 wurden die Krankenhausgebäude von zahlreichen Brandbomben getroffen. Eine Luftmine traf den Gebäudekomplex und brachte die dort genutzten Luftschutzkeller zum Einsturz. 112 Menschen starben, darunter 84 Kinder, 14 Krankenschwestern und ein Arzt.

### Nutzung ab 1945
Nach dem Ende des Zweiten Weltkriegs wurde ein Teil des zerstörten Krankenhauses provisorisch repariert und als Heim für Überlebende aus dem Konzentrationslager Theresienstadt genutzt. In den 1950er Jahren waren auf dem Krankenhausgelände das Altersheim und der Kindergarten der jüdischen Gemeinde untergebracht. Zwischen 1973 und 1977 wurden die noch bestehenden Krankenhausgebäude abgerissen. Auf dem früheren Krankenhausgelände stehen inzwischen mehrgeschossige Wohngebäude und das heutige Altenzentrum der Jüdischen Gemeinde mit Alten- und Pflegeheim, Altenwohnanlage und Synagoge.

### Architektur
Unter bauhistorischer Betrachtung kann das Gebäudeensemble zwar der Reformarchitektur zugeordnet werden, ein eindeutig definierbarer Baustil lag aber nicht vor. Der phantasievoll gestaltete Bau des israelitischen Krankenhauses kann als eine architektonische Komposition im Fortschrittsgeist der damaligen Zeit angesehen werden. Der geschweifte, spitz zulaufende Giebel des Hauptgebäudes ließ sich dem Jugendstil zuordnen. Sowohl der vorgewölbte Mittelrisalit am Wirtschaftsgebäude, der sich wie ein Mittelturm über das Traufgesims des Walmdachs erhob, als auch die Seitenrisalite an der Hauptfront des Hauptgebäudes Richtung Saalburgallee erinnerten an Chorräume barocker Kirchen. Die halbrunden Bauteile, die an der Seitenflügelaußenseite des Hauptgebäudes vorsprangen, hatten die Architekten aus der Arts-and-Crafts-Bewegung übernommen. In England waren diese Bauelemente unter der Bezeichnung Bay window bekannt. Es ist davon auszugehen, dass Roeckle und Voggenberger die von Paul Mebes herausgegebenen Bücher kannten, da sich die Walmdächer der Krankenhausgebäude der damals aufgekommenen Bewegung „Um 1800“ zuordnen lassen. Die Unterbrechung des Daches am Wirtschaftsgebäude durch ein umlaufendes Fensterband ist allerdings eine moderne Ergänzung, um Licht in das Dachgeschoss bringen zu können.